# Церковь Девы Марии Розария (Пески)
Це́рковь Де́вы Мари́и Роза́рия (бел. Касцёл Маці Божай Ружанцовай) — католический храм в агрогородке Пески, Гродненская область, Белоруссия. Относится к Мостовскому деканату Гродненского диоцеза. Памятник архитектуры в стиле неоготики, построен в 1918 году, по другим данным в 1915 году.

## История
Впервые Пески упоминаются в XVI веке, они входили в состав Волковысского повета Новогрудского воеводства.
В 1782 году в местечке основан католический приход и построен храм. Об этом свидетельствует колокол с надписью, отлитый в 1780 году специально для этого храма.
В 1915 (1918) году завершено строительство нового каменного храма на месте старого. Храм построен в неоготическом стиле из кирпича и бутового камня.
После Великой Отечественной войны в 1945 году храм был закрыт и переоборудован под склад. В 1989 году возвращён верующим, в 1997 году отреставрирован.

## Архитектура

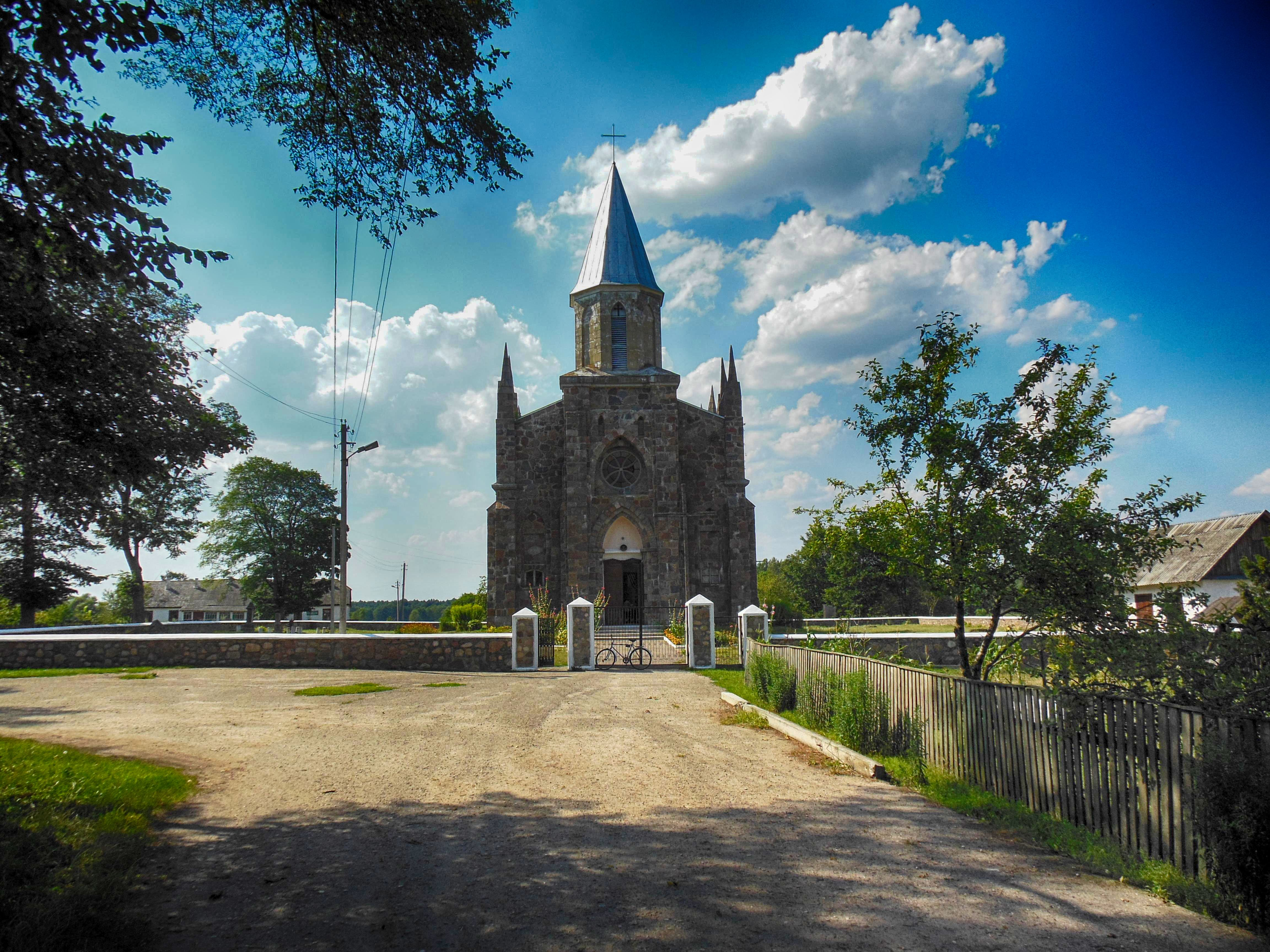
Главный фасад

Церковь Девы Марии Розария — однобашенный, трёхнефный храм базиликального типа с трансептом и гранёной апсидой. В архитектуре доминирует трёхъярусная колокольня (верхний ярус в сечении восьмигранный), завершённая высоким шатром. Основной объём отделён трансептом от алтарной части. Пресвитерий отделён от трансепта стрельчатой аркой. Фасады трансепта создают композиционный акцент на боковых фасадах храма, которые разделены пилястрами (близкие по форме к контрфорсам). Щиты трансепта завершены зубчатыми аттиками и фланкированы пинаклями.